# Крупецкой сельсовет
Крупецкой сельсовет — сельское поселение в Дмитриевском районе Курской области Российской Федерации.
Административный центр — село Крупец.

## История
Статус и границы сельского поселения установлены Законом Курской области от 21 октября 2004 года № 48-ЗКО «О муниципальных образованиях Курской области».

## Население
| 2002  | 2010  | 2012  | 2013  | 2014  | 2015  | 2016  |
| ----- | ----- | ----- | ----- | ----- | ----- | ----- |
| 2965  | ↘2533 | ↘2463 | ↘2443 | ↘2391 | ↘2387 | ↘2314 |
| 2017  | 2018  | 2019  | 2020  | 2021  |       |       |
| ↘2287 | ↘2255 | ↘2232 | ↘2212 | ↘1927 |       |       |

## Состав сельского поселения
| № | Населённый пункт     | Тип населённого пункта       | Население |
| - | -------------------- | ---------------------------- | --------- |
| 1 | Гришино              | посёлок                      | ↘28       |
| 2 | Докторово-Кузнецовка | село                         | ↘28       |
| 3 | Крупец               | село, административный центр | ↘999      |
| 4 | Ладыгино             | деревня                      | ↘284      |
| 5 | Нива                 | посёлок                      | ↘404      |
| 6 | Татарка              | посёлок                      | ↘202      |
| 7 | Фокино               | деревня                      | ↘588      |
| 8 | Хрулев               | посёлок                      | ↘0        |